# Bikini (album)
Bikini – album kompilacyjny grupy Bikini z 1988 roku. Został wydany na CD.

## Charakterystyka
Jest to pierwszy album Bikini typu „the best of”, i zawiera piosenki grupy z lat 1985–1988. Na płycie znajdują się wszystkie piosenki z albumu Ha volna még időm, chociaż dwie z nich zostały zaśpiewane w języku angielskim. Ponadto na albumie znajduje się również po jednej piosence anglojęzycznej z albumów Ezt nem tudom másképp mondani oraz Mondd el.
Album został wydany tylko na CD, po raz pierwszy w 1988 roku, następnie w 1993 roku. Grafika i zawartość nie uległy zmianie, poprawiono tylko jakość dźwięku.

## Lista utworów
1. „Legyek jó” (3:15)
2. „Katica II.” (4:23)
3. „Nehéz a dolga” (3:19)
4. „Fagyi” (2:42)
5. „End To A Dream – Mondd el” (3:53)
6. „Hazudtunk egymásnak” (4:14)
7. „Megüssem vagy ne üssem” (3:30)
8. „Ne legyek áruló” (3:41)
9. „Somewhere In – Valahol Európában” (4:16)
10. „Ezt nem tudom másképp mondani” (4:07)
11. „Don’t Break My – Széles, tágas” (3:23)
12. „Long, Long – Mielőtt elmegyek” (3:24)
13. „Megadtam magam a mának” (4:51)
14. „Adj helyet” (3:30)
15. „Mondd, hogy mit akarunk” (2:55)
16. „Ha volna még időm” (5:19)

## Wykonawcy
- Lajos D. Nagy – wokal (1–5, 7–16)
- Alajos Németh – gitara basowa (1–16), instrumenty klawiszowe (1–16)
- József Vedres – gitara (1–16)
- Péter Gallai – instrumenty klawiszowe (1–16), wokal (6, 9)
- Bertalan Hirleman – perkusja (3, 4, 7, 14)
- Endre Berecz – perkusja (1–2, 5–6, 8–9, 11–13, 15–16)
- Gábor Németh – perkusja (10)
- Zoltán Kató – saksofon (1, 2, 5, 13)
- Dénes Makovics – saksofon (3–4)